# 梵蒂岡廣播電台
41°54′14″N 12°27′0″E / 41.90389°N 12.45000°E
梵蒂冈广播电台（義大利語：Radio Vaticana），通稱梵蒂冈电台、梵台，是圣座的官方广播电台，位于梵蒂冈城国。此电台是1931年由義大利無線電工程師古列尔莫·马可尼所创建，今天它通过短波、中波、调频和卫星提供40种语言广播节目。耶稣会从其创立之初开始承担整個电台的管理。目前是聖座傳播部所屬的媒體單位之一。
目前，在中国大陆，听众可以通过互联网及短波收听到该台的华语广播。

## 历史
《拉特朗條約》簽訂後不久，教宗庇護十一世便委託古列爾莫·馬可尼在新成立的梵蒂岡城国建造一座廣播電台，並敦請數學與物理學者、耶穌會士若瑟·詹弗蘭切斯基管理。1931年2月12日，庇護十一世教宗以拉丁文發表一篇廣播詞，為電台主持落成開播典禮。
在最初的試驗性廣播中，包含科學報導節目，內容介紹宗座科學院的動態。1939年2月9日庇護十一世教宗去世，電台集中力量以九種語言報導樞機主教們舉行秘密會議，選舉新教宗的大事，以及新任教宗庇護十二世就職大典的盛況。當時電台的播音室和辦公室遷移至良十三世大樓。這座大樓直到1936年是梵蒂岡天文台的所在地。
1939年9月第二次世界大戰爆發，梵蒂岡電台的節目遭到外國的檢查和干擾。當時納粹德國的宣傳與新聞部長戈培爾要求梵蒂岡電台停播；法國反納粹的地下反抗軍卻把梵蒂岡電台的廣播抄寫下來，予以散發。當時電台有個編輯部，由耶穌會士組成，用9種語言廣播。1940年1月，電台成立消息詢問部，播送尋人啟事的消息，尋找因戰爭而失落的軍人和平民，也傳播家屬親友給戰俘的訊息：從1940年至1946年，梵蒂岡電台計廣播了1240728個相關的訊息，約合12105個廣播小時。戰爭結束後，梵蒂岡電台又增加其他的語言廣播，因此需要具備更強有力的發射機和定向天線網。
1954年開始在羅馬市西北部的聖瑪利亞．加勒里亞建造廣播中心，該中心於1957年10月27日由庇護十二世教宗落成啟用。
1958年新教宗若望二十三世當選就職，電台在佩特里亞諾博物館舊址擴建新的播音室和辦公室，以應付不斷發展的電台的需要。在梵蒂岡第2屆大公會議期間，電台花了3千小時，以30種語言報導大公會議的經過。
1963年，教宗保祿六世登基。1964年1月，他飛赴聖地朝聖，開啟了教宗國際牧靈訪問的紀元，這也給梵蒂岡電台的新聞記者和技術人員帶來新的挑戰，他們以特派員身份隨教宗出巡訪問世界各地。
1970年1月29日，聖座國務卿維洛樞機主教為梵蒂岡電台新本部庇護大樓主持落成典禮。這時期，電台每日的廣播時數已達19到20小時，使用的語言有32種，總發射力達1千千瓦，工作人員260位，分屬38個國家。
1978年，在若望保祿一世教宗極短任期後，教會又選出新教宗若望保祿二世，他是位走遍全球、到世界可能前往的地方朝聖訪問不倦的教宗。
這時的電台因著相稱的人力和物力，尤其因著朝聖者教宗孜孜不倦、馬不停蹄的牧靈訪問活動的推動，在80年代末期已經達到高度的專業水準和效能，並獲得國際廣播界的讚許。90年代，梵蒂岡電台進入人造衛星廣播時代，它於1995年在梵蒂岡設立一座地面衛星站，以面對新時代新科技的挑戰。
2017年1月1日起，梵蒂岡廣播電台改隸新成立的聖座傳播部，結束獨立的組織地位，其官方網站則於稍後整併入新成立的梵蒂岡新聞網。

## 现状
梵蒂岡广播電台每日以7座短波发射台、6個廣播網、廣播中使用45種語言、網路上使用38種語言、進行66個時數的廣播，工作人員近400，來自全球各地，大都為在俗教友，他們每日為教宗和普世教會服務。

### 广播语言
阿姆哈拉语、阿拉伯语、亚美尼亚语、白俄罗斯语、保加利亚语、捷克语、汉语、德语、英语、西班牙语、世界语、法语、希伯来语、印地语、克罗地亚语、日语、斯瓦希里语、拉脱维亚语、立陶宛语、马其顿语、匈牙利语、马拉雅拉姆语、波兰语、葡萄牙语、罗马尼亚语、俄语、阿尔巴尼亚语、斯洛文尼亚语、斯洛伐克语、芬兰语、瑞典语、泰米尔语、提格尼亚语、乌克兰语、越南语、意大利语

### 短波发射台
- 美国佛罗里达州格林维尔
- 塔什干
- 天宁岛
- 菲律賓提南
- 马达加斯加塔拉塔-Volondri
- 俄羅斯伊尔库茨克
- 菲律賓三描礼士省Palauig

## 华语广播
节目负责人：张德福神父（Fr. Thomas Chong, S.J）

### 節目一覽（2025年）
中文節目 - 中文彌撒 
時間：陸港澳台時間週六19:00 - 19:45
中文節目 - 主要節目
除了週六晚上外，基本上時間如下
陸港澳台時間6:00-6:30/14:30-15:00（義大利夏令時）/15:30-16:00/20:30-21:00
- 新聞時事
- 聖座活動
- 普世教文

中文節目 - 其他節目
- 主日福音默想（週日）
- 聖使瑪竇的福音(週一）
- 人格與信仰成長（週二）
- 活的信德（週三）
- 基督徒的婚姻與家庭（週四）
- 日常生活中的神操（週五）
- 聖樂文化（週六）
- 特別節目（不定期）

 （页面存档备份，存于）

### 广播时间及频率
本頻率表自2025年3月24日起生效
| 時間（UTC+8）   | 频率（kHz）                                                    |
| 每天06:00-06:30 | 40.46公尺，7410千赫 30.92公尺，9695千赫 25.22公尺，11895千赫   |
| 週六19:00-19:45 | 13.80公尺，21745千赫 13.79公尺，21760千赫 13.78公尺，21775千赫 |

- 在每周六北京时间19:00-19:45，会实况直播《主日弥撒》节目。[4]

## 历任台长
- 1931年—？：耶稣会士朱塞佩·吉安弗朗切斯基司铎（Fr. Giuseppe Gianfranceschi, S.J.）
- 1985年—2001年：耶稣会士罗贝尔托·图齐司铎（Fr. Roberto Tucci, S.J.），2001年擢升枢机
  - 1985年—2005年11月5日：耶稣会士巴斯卦莱·博尔格梅奥司铎（Fr. Pasquale Borgomeo, S.J.）
  - 2005年11月5日至今：耶稣会士费代里科·伦巴尔迪司铎（Fr. Federico Lombardi, S.J.）